# Trần Tiến Cảnh
Trần Tiến Cảnh (sinh 1951) là đại biểu Quốc hội Việt Nam khóa XI và XII, thuộc đoàn đại biểu tỉnh Hà Nam.

## Phát ngôn
Ngày 8 tháng 6 năm 2010 tại kỳ họp thứ 7 Quốc hội khóa XII, khi Chính phủ trình dự án đường sắt cao tốc ra Quốc hội, ông đã phát biểu ủng hộ dự án với lập luận: "Các nước có chỉ số IQ cao đều xây đường sắt cao tốc"